# سرو ناز

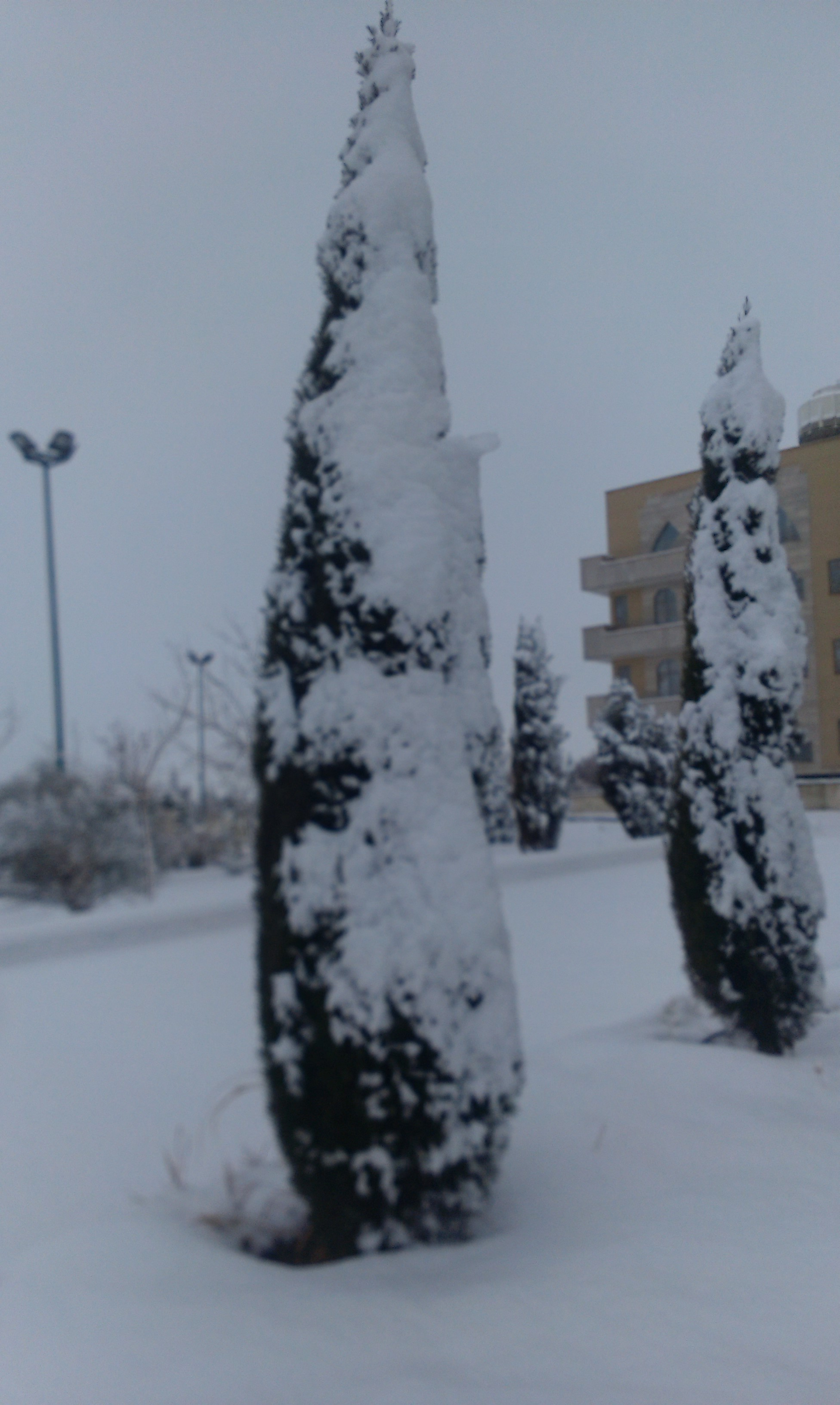

سرو ناز (در طب سنتی بخاطر میوه‌اش جوز السرو نامیده می‌شود) (نام علمی: Cupressus sempervirens) درختی است همیشه‌سبز از دسته مخروطیان (Pinophyta) رده ناژویان (Pinopsida)، راسته کاج‌سانان (Pinales)، تیره سرویان (Cupressaceae)، سرده سرو (Cupressus).
در ایران این درخت را سرو شیراز هم می‌خوانند.
گونه‌ای از سرو ناز که مخروطی با گسترش افقی زربین (Cupressus sempervirens var. horizontalis) نامیده می‌شود.

## سروناز در اساطیر
هرچند درخت سرو زیرگونه‌های بسیاری دارد اما با توجه به شکل ایستاده و راست قامت درخت سرو ناز (سرو شیراز)، می‌توان گفت که هرکجا در اساطیر و افسانه‌ها سخن از درخت سرو آمده منظور سروناز است. این درخت همواره نمادی از پایداری، آزادگی، سرسبزی و شادابی بوده و در برابر پلیدی، سرما و خشکی پایداری می‌کند. سرو در کنار درخت چنار و انار همواره مورد ستایش ایرانیان بوده‌است.
درخت سرو در ایران باستان درختی مقدس و ستوده شده می‌باشد. ستایش سرو به پیش از زرتشت و دوره میتراییسم بازمی‌گردد با این حال ایرانیان در دوره زرتشت و پس از آن نیز برای این درخت جایگاه ویژه قائل بوده‌اند.
یکی از نامدارترین سروهای اساطیری ایران سرونازی است که گویا به دست زرتشت پیامبر ایران باستان در شهر کاشمر (یا ترشیز) استان خراسان کاشته شده بود.
فردوسی در شاهنامه در چندین بیت به این سرو اشاره کرده‌است:
یکی سرو آزاد بود از بهشت
به پیش دَرِ آذر آن را بِکِشت
نوشتی بر زاد سروِ سهی
که پذیرفت گشتاسب دین بهی
گوا کرد مر سرو آزاد را
چنین گستراند خرد داد را
چو چندی برآمد بر این سالیان
مر آن سرو استبر گشتن میان
چنان گشت آزاد سرو بلند
که بر گرد او برنگشتی کمند.
آوازه این سرو به متوکل عباسی می‌رسد و او دستور می‌دهد که این درخت بریده شود زرتشتیان پیشنهاد پرداخت پنج هزار سکه زر به گماشته متوکل می‌دهند تا از بریده شدن سرو جلوگیری شود اما این کار مؤثر نمی‌افتد و سرو را می‌برند.
سروهای نامی دیگر سرو شهرستانک و سرو قدمگاه بوانات فارس و سرو چهار هزار ساله ابرکوه در استان یزد است که کهن‌ترین درختان ایران(و یا شاید جاندار)به‌شمار می‌رود.
در دیگر موارد هم درخت سرو و به ویژه سروناز بسیار ستوده شده‌است. چنانچه در تخت جمشید یا پارسه تصاویری از این درخت بر بدنه بنا کنده کاری شده‌است.
گویا بر بنیان همان باورهای مهری و زرتشتی که در فرهنگ ایرانی گسترده شده، نیاکانمان نام‌هایی چون «سروناز» را بر فرزندان خود می‌نهادند و در هنگام زایش فرزندانشان به جای قربانی کردن جانداران، به نام نوزاد درخت سروی می‌کاشتند تا سرو آزاد و فرزندشان باهم بزرگ شوند و زندگی سبز و سرنوشتی روشن داشته باشند.

## سروناز در ادبیات
از آنجا که سرونازهای بسیاری در شهر شیراز کاشته شده این شهر به شهر سروناز مشهور گشته؛ و شاید از همین روست که در آثار شعرای بسیاری به ویژه از سرزمین فارس سرو را نمادی از قامت راست و بالا دانسته‌اند.
چنانچه سعدی شیرازی می‌گوید:
آن سرو ناز بین که چه خوش می‌رود به راه
وآن چشم آهوانه که چون می‌کند نگاه
و یا حافظ می‌گوید:
ای سرو ناز حسن که خوش می‌روی به ناز
عشاق را به ناز تو هر لحظه صد نیاز
و به‌طور کلی در شعر سعدی بیش از شعرای دیگر به سرو پرداخته شده و از این واژه بهره‌گیری شده‌است.
فردوسی هم بارها در اشعار خود به درخت سرو اشاره داشته اما به‌طور ویژه نیز می‌گوید:
دو تا گشت آن سرو نازان به باغ
همان تیره گشت آن گرامی چراغ

## سروناز در معماری
از آنجا که سرو درختی ستوده شده در فرهنگ ایرانی است، در معماری هم به عنوان بازتاب فرهنگ هر دوره و زمان بسیار به کار رفته‌است و گویی عضوی جدایی ناپذیر از باغ‌های بهشت گونه یا پردیسهای ایرانی است. نمود بارز بهره‌گیری از این درخت اساطیری در معماری را می‌توان در باغ‌های شیراز و به ویژه در باغ ارم دید.
به علت اهمیت این درخت در معماری و شهرسازی، در شهر شیراز خیابان مجاور باغ ارم در کوی عرفان را خیابان سروناز نام نهاده‌اند.

## سروناز در هنرهای تجسمی
افزون بر همه گفته‌های بالا دربارهٔ این درخت، سرو همواره جزو مهم‌ترین عناصر دیداری در هنرهای تجسمی بوده‌است. بسیاری از الگوهای طراحی به ویژه در دستبافت‌های اقوام گوناگون برگرفته از طرح این درخت است که مهم‌ترین آنها طرح بته جقه می‌باشد که طرحی انتزاعی از سرو است و به آن سرو خمیده نیز گفته می‌شود.
همچنین از طرح درخت سرو ناز در نقاشی، مینیاتور، شیشه‌گری، کاشی‌کاری و دیگر هنرهای تجسمی نیز بهره‌های فراوانی برده‌اند.

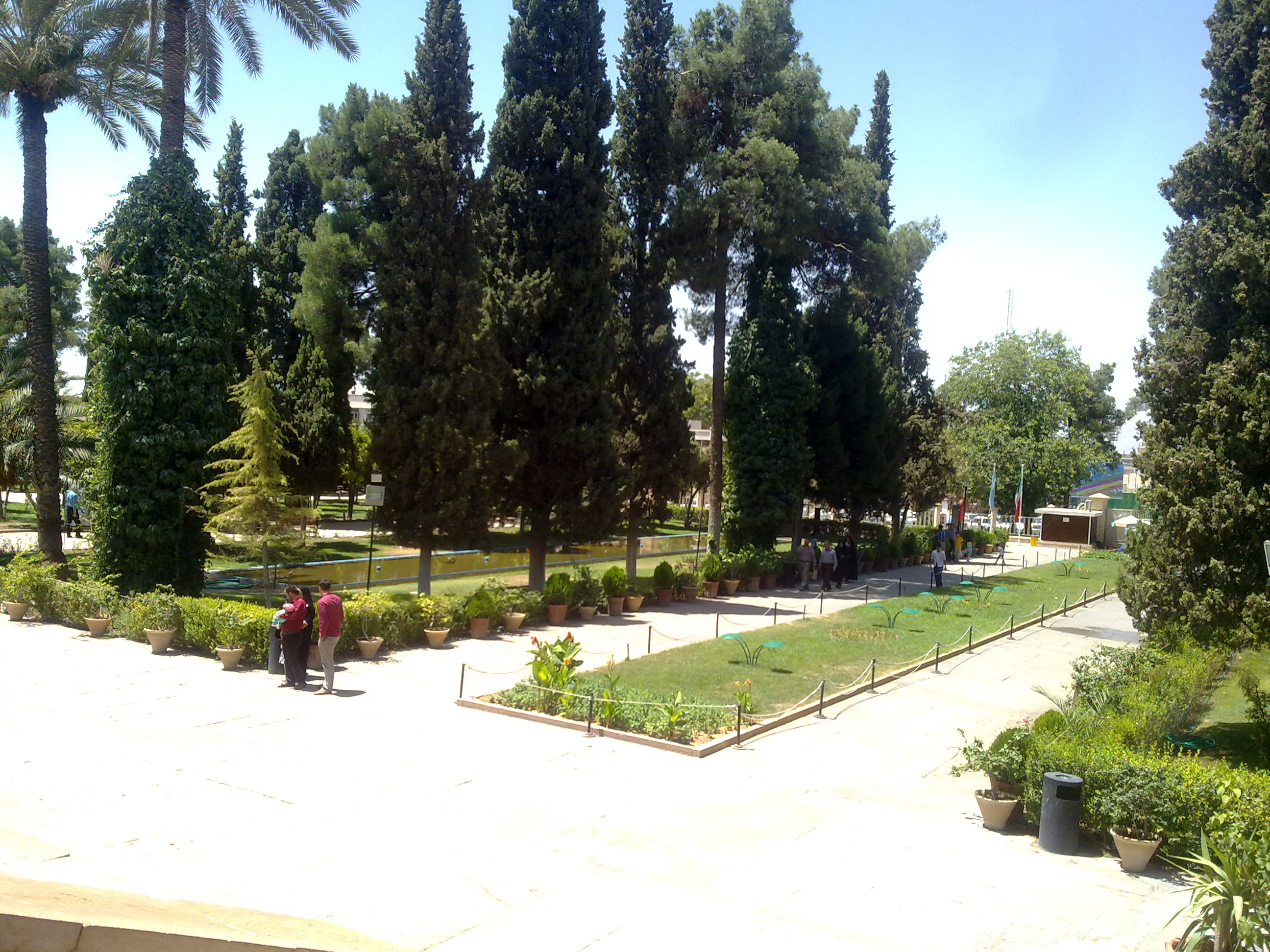
سروهای باغ حافظیه شیراز

## جستار وابسته
سرو هرزویل

## نگارخانه

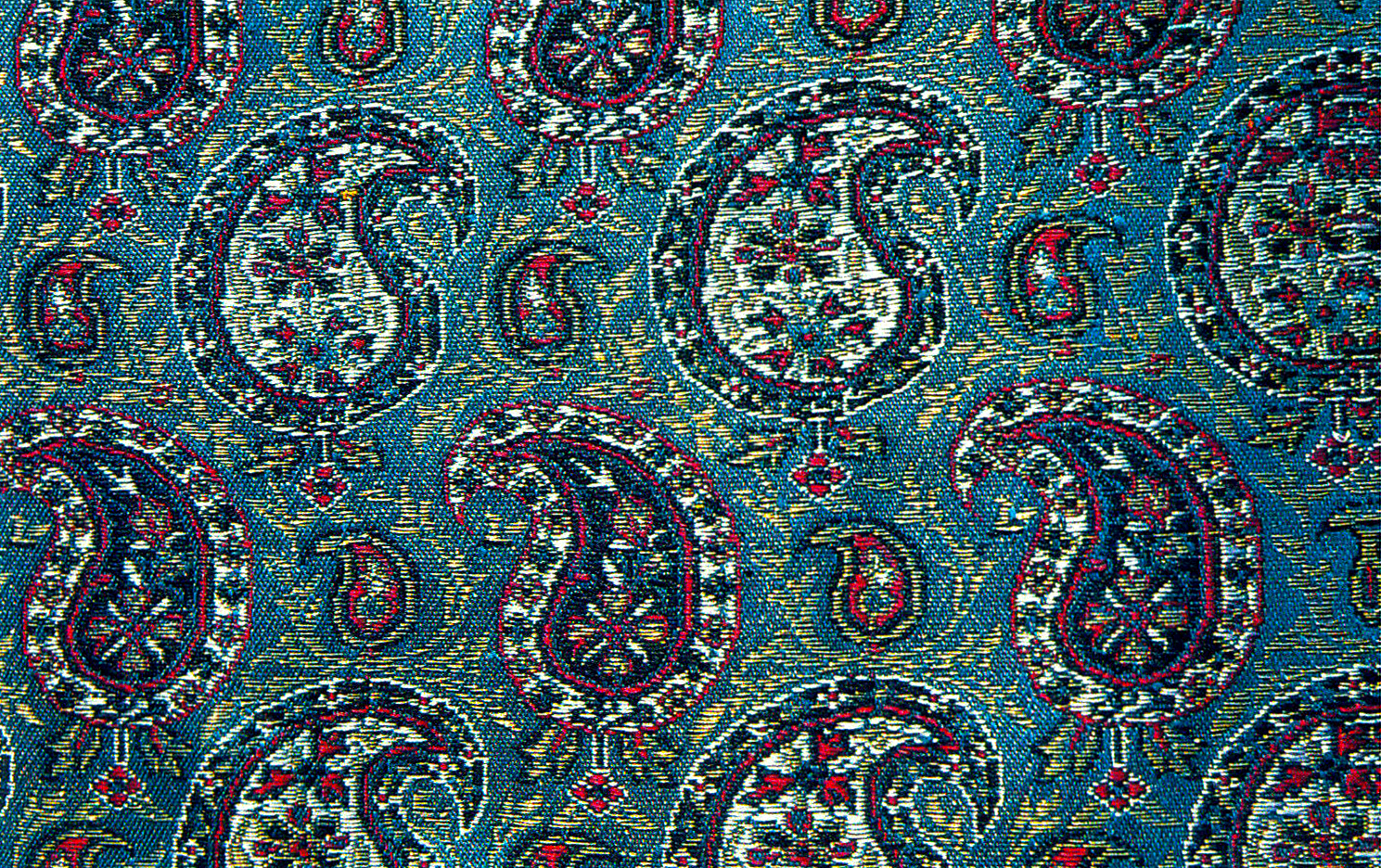
سرو الگویی برای هنرهای تجسمی و طرح‌های صنایع دستی
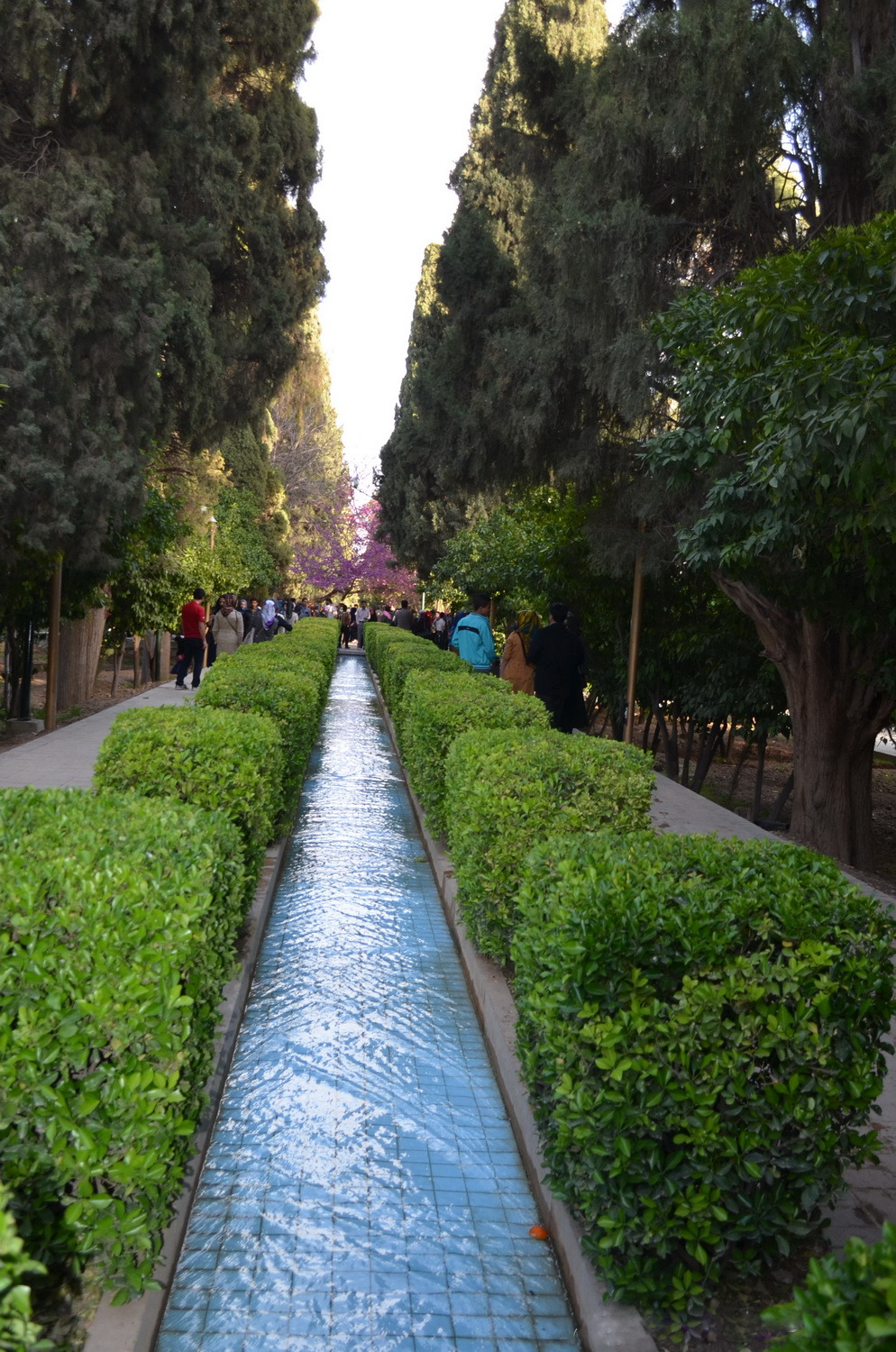
درختان سرو در باغ ارم شیراز
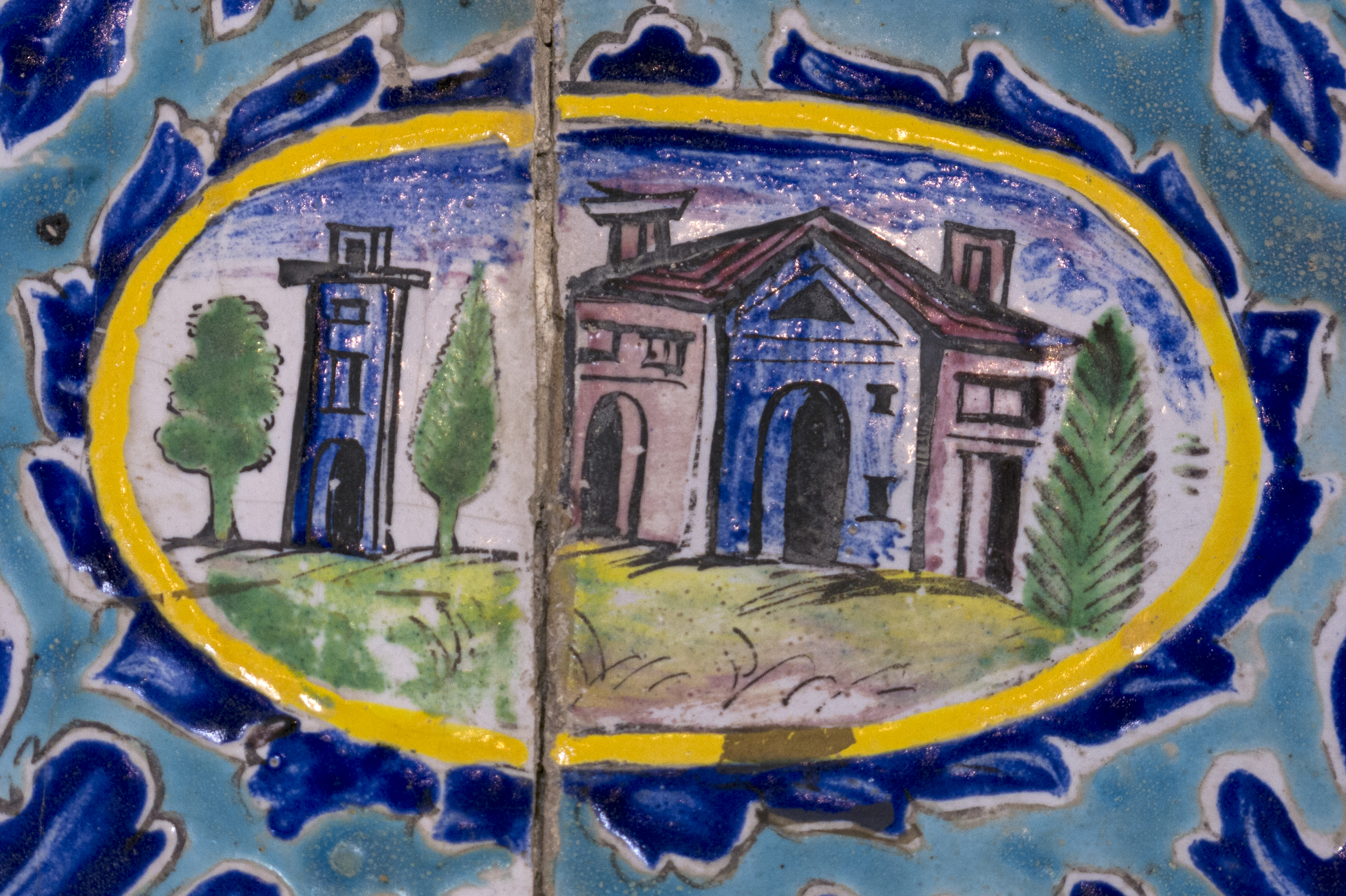
سرو در کاشی‌کاری مسجد وکیل شیراز
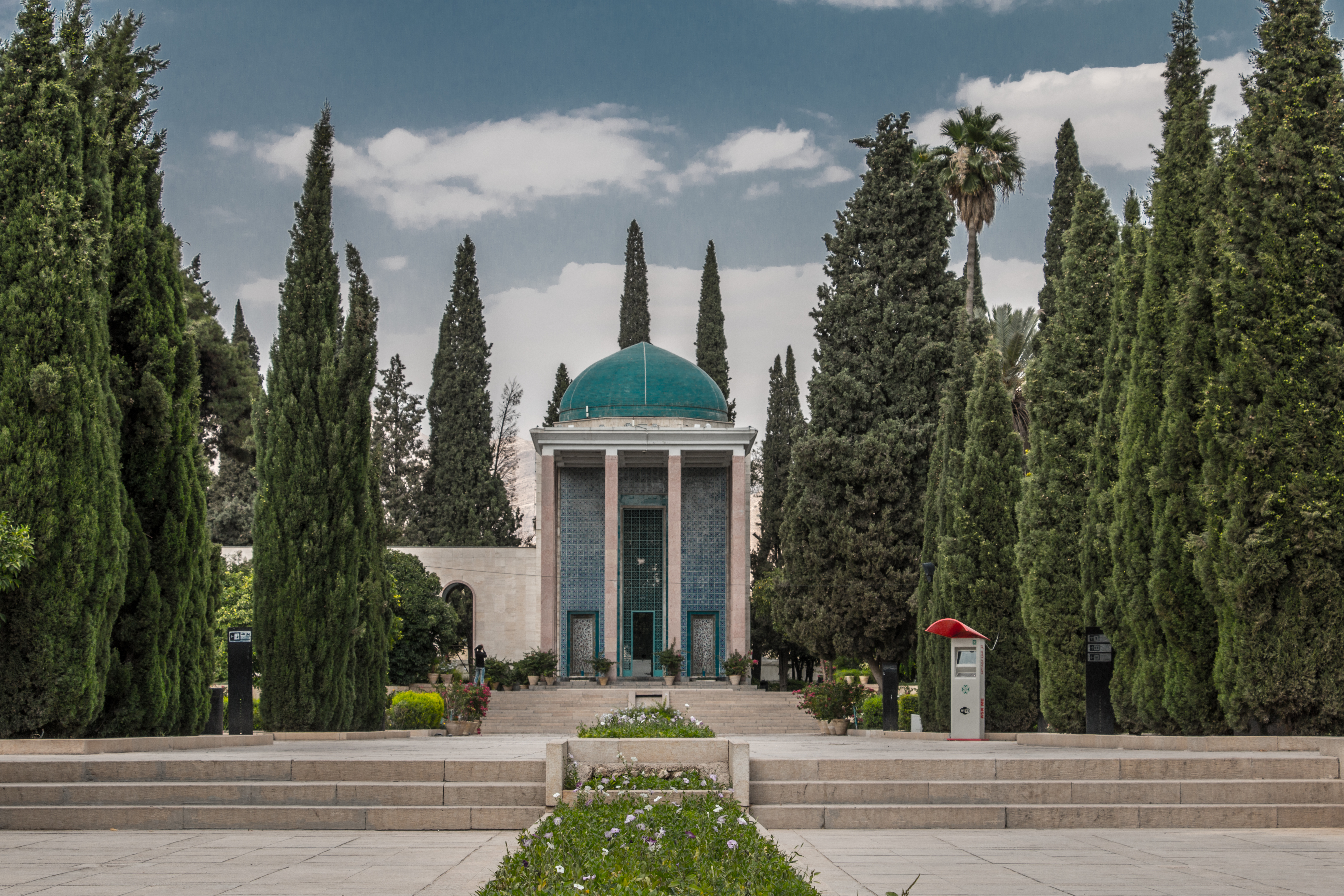
سروهای سر به آسمان ساییده آرامگاه سعدی شیراز
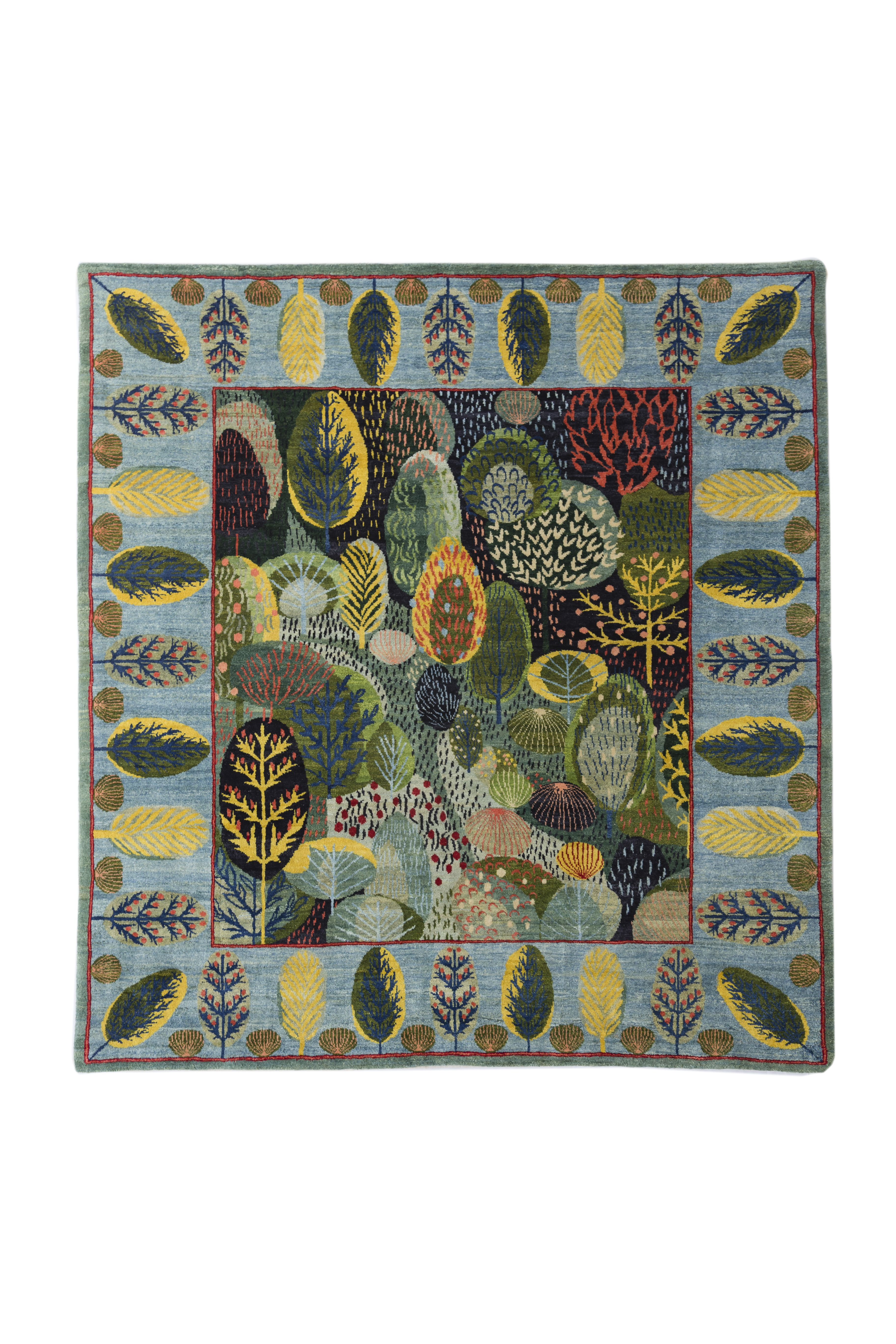
نقش سرو بر روی فرش‌ها و دستبافت‌های ایرانی
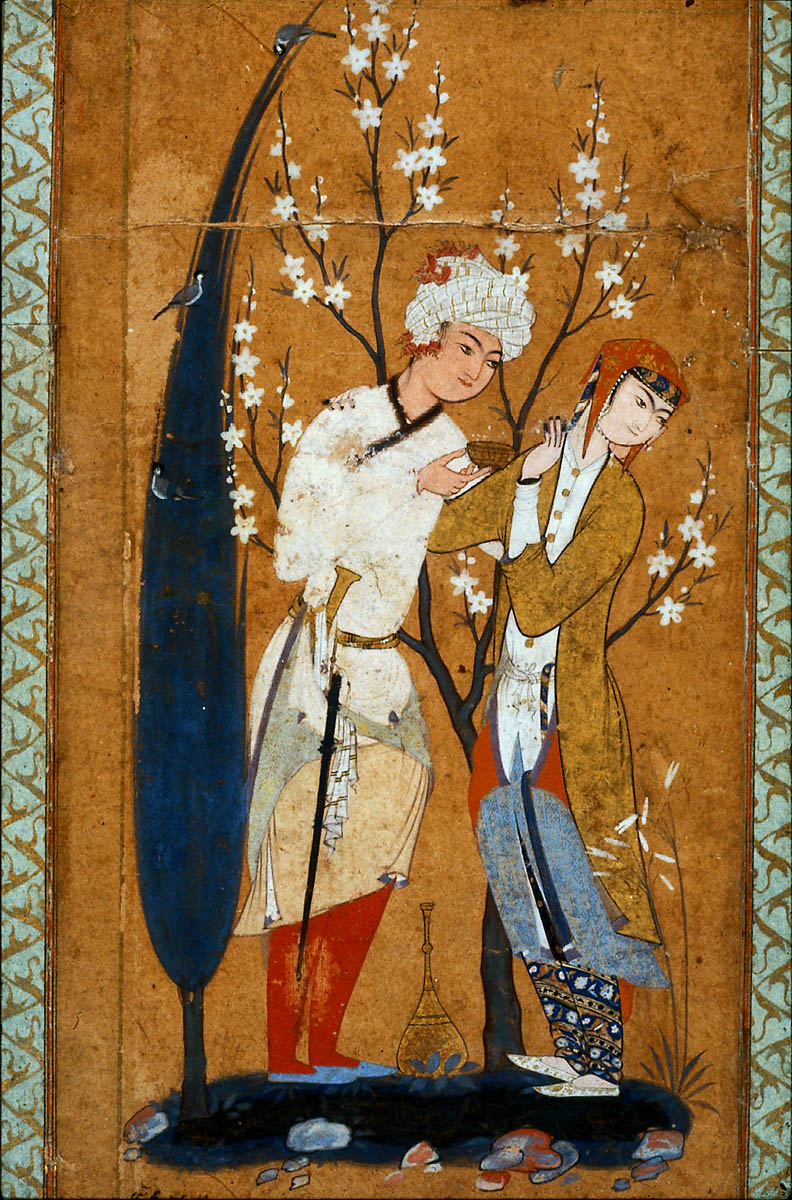
درخت سرو در مینیاتور ایرانی